# Walkabout (filme)
Walkabout é um filme britânico de 1971, com set de filmagem na Austrália. Vagamente baseado num romance de James Vance Marshall, foi escrito por Edward Bond e dirigido por Nicolas Roeg.